# 张健 (游泳运动员)
张健（1964年6月—），北京市人，北京体育大学教员，中国长距离游泳横渡名人，被誉为“横渡海峡的中国第一男人”。2000年8月8日-10日，他连续游泳50小时，不借助任何漂浮物，成功横渡了109公里（实际游距123.58公里）长的中国渤海海峡，刷新了长距离游泳横渡的世界纪录。中华人民共和国中央电视台曾对张建横渡渤海海峡的活动作跟踪报道，影响非常大，许多观众在他即将游抵达的终点——山东省蓬莱市，趟着齐膝深的海水迎接他的到来，场面热烈。2005年，张健组建专门从事长距离游泳横渡的“张健横渡队”，参与长泳竞技比赛。

## 早期经历
张健在儿童时期就开始学习游泳。1982年，他在中国青少年组200米游泳及第六届北京体育运动会200米蝶泳比赛中均获亚军，1983年入北京体育学院运动系学习，1984年获全国体育学院游泳比赛200米蝶泳亚军和1500米自由泳第三名。1987年，大学毕业后的张健被北京体育学院留校任教员。

## 游泳纪录

### 个人纪录

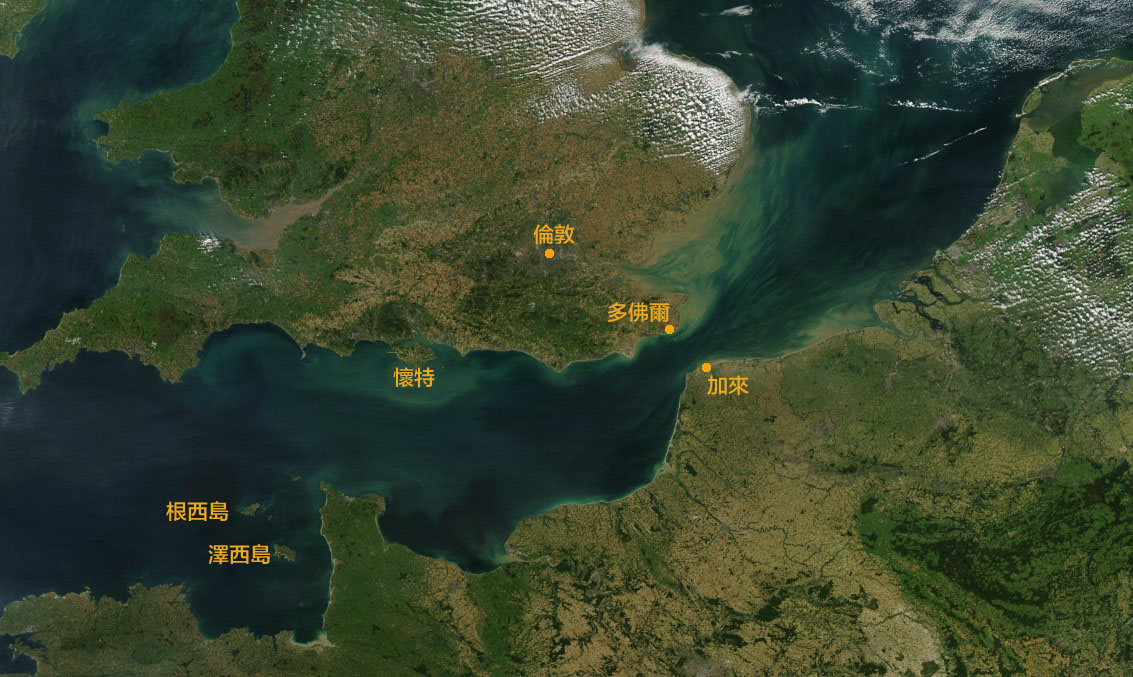
英吉利海峡（2001年7月横渡）

- 1988年3月，横渡琼州海峡，长度29.5公里，用时9小时12分。
- 2000年8月，横渡渤海海峡，长度123.58公里，用时50小时22分。
- 2001年7月，横渡英吉利海峡，长度33.8公里，用时11小时56分。
- 2001年8月，横渡长白山天池，长度3.5公里，用时1小时5分。
- 2002年8月，横渡云南抚仙湖，长度34.2公里，用时12小时1分。
- 2003年8月，横渡青海湖，长度26.2公里，用时8小时52分。
- 2004年5月，纵渡往返辽宁本溪水洞，长度5.6公里，用时1小时39分。
- 2005年9月，横渡珠江口的伶仃洋，长度40公里，用时10小时43分。[2][4]

### 张健横渡队纪录
- 2006年4月，纵渡中国湖北清江，长度150公里，用时22小时。
- 2007年2月，横渡新西兰库克海峡，长度30公里，用时8小时5分。
- 2007年8月，横渡中国新疆博斯腾湖，长度35公里，用时7小时。[2][4]

## 纳木错横渡计划

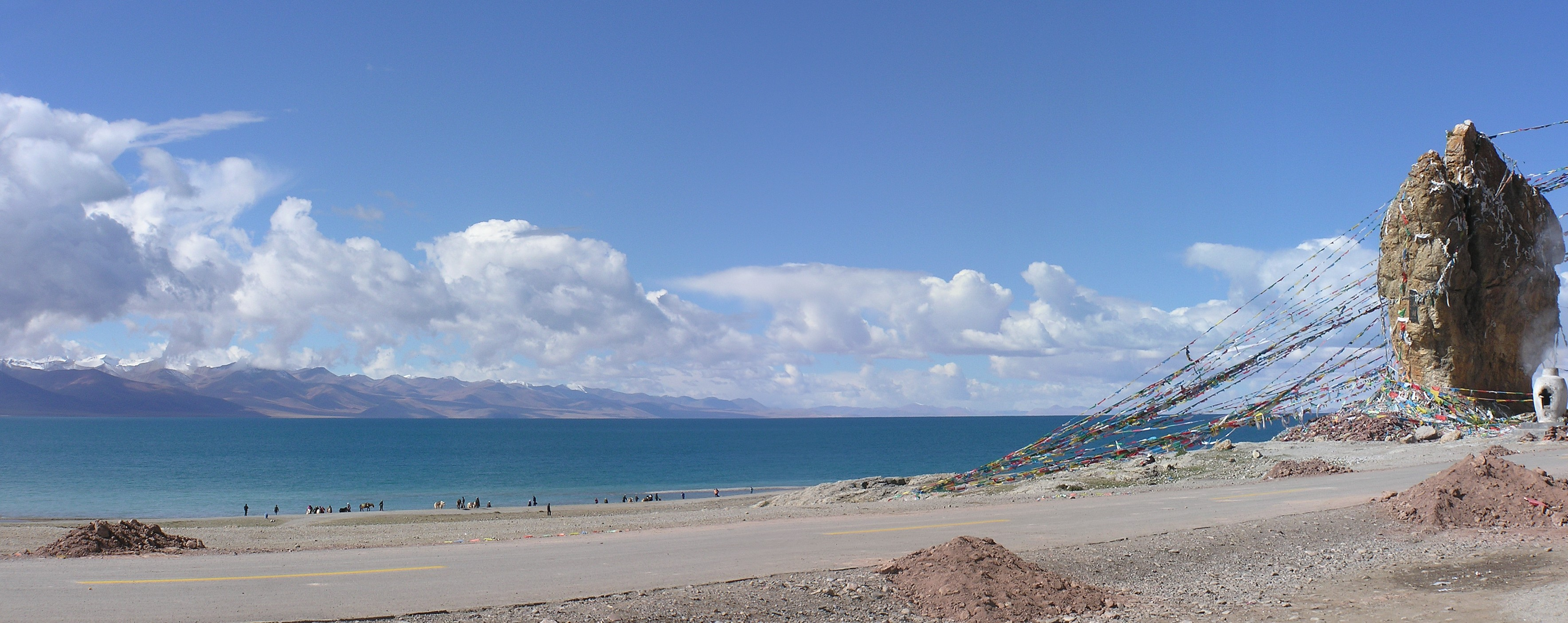
纳木错（2004年夏季横渡计划被抵制）

虽然张健长距离游泳横渡行为受到多方赞赏和肯定，但其横渡西藏纳木错的计划则受到媒体、特别是藏人的指责。有媒体撰文认为张健横渡纳木错是对西藏圣湖的不尊重，是以名、利为目的的狂妄行为，是将横渡納木措作为個人扬名和获取利益的場地，众多网上留言均反对张健横渡纳木错；也有观点指出张健横渡纳木错之计划，是置藏族人的宗教信仰于不顾，是商业利益的炒作行为，并在藏族人群中产生了恶劣影响。2004年6月，有众多人签名向国家民委、国务院宗教事务局、国家体育总局、西藏自治区人民政府、北京体育大学及张健本人发表公开信，认为横渡纳木错是对西藏圣湖的亵渎，强烈要求张健及其横渡队停止纳木错横渡计划。2004年夏季，张健纳木错横渡计划被中国高层叫停。